# Cesare Colucci
Cesare Colucci (Napoli, 1865 – Napoli, 1942) è stato uno psicologo italiano.

## Biografia
Laureatosi in medicina a Napoli nel 1890 con una tesi sull'istologia della cellula nervosa, strinse rapporti con Leonardo Bianchi con cui collaborò sia nell'attività clinica presso il manicomio sia nell'attività scientifica presso la clinica psichiatrica dell'Università di Napoli, dove nel 1906 ottenne la cattedra di psicologia.
La sua attività scientifica fu caratterizzata da un marcato interesse per gli aspetti neurologici e clinici della indagine psicologica (Preliminari per una psicologia su base anatomica, 1910). Fu convinto assertore della teoria delle localizzazioni cerebrali. Tra i suoi contributi più significativi gli studi relativi al linguaggio e alle attività sensoriali in soggetti affetti da handicap (Per una psicologia dei ciechi, 1910) e La psicologia del bambino (1913).
Dal 1914 al 1923 diresse l'Ospedale psichiatrico Leonardo Bianchi di Napoli.